# Fiesta de La Regalina
La fiesta de la Regalina, La Riégala o Santa María de Riégala es una fiesta que se celebra en el pueblo de Cadavedo situado en el concejo de Valdés (Asturias, España). Se trata de una fiesta al aire libre que se celebra en un campo situado a la vera de la Ermita de Santa María de Riégala (campo de La Garita). La fiesta data del año 1931.
La fiesta comienza por la mañana desde el barrio de rapa, con un desfile de carrozas engalanadas que portan los ramos de alfiladas, flores y otros presentes, hasta la llegada al campo de La Regalina. A la llegada al campo de La Regalina, se da comienzo a la danza prima. Tras la misa solemne se inicia la procesión con la Virgen de Riégala. 
Tras todos estos actos se comienza con la comida campestre dejando para la tarde varios actos populares, como bailes folclóricos y el tradicional sorteo de alfiladas. Finaliza de noche con una verbena. La Regalina cuenta con cuatro días de fiesta, que empieza de sábado y acaba de martes, día de comer el Bollo preñao. La fiesta está declarada de interés turístico regional.
- Datos: Q5861671